# High Bentham
High Bentham – osada w Anglii, w North Yorkshire. Leży 16,2 km od miasta Settle, 95,3 km od miasta York i 332,5 km od Londynu. W 2001 miejscowość liczyła 1955 mieszkańców.